# Rocket Power
Rocket Power es una serie de televisión animada de Estados Unidos, que hizo su aparición en el canal de televisión Nickelodeon el 16 de agosto de 1999, finalizando el 30 de julio de 2004. Fue producida por el estudio de animación Klasky Csupo (quienes también crearon la popular serie Rugrats).

## Trama
El programa gira alrededor de las aventuras cotidianas de un grupo de niños aficionados a los deportes extremos que viven en el sur de California, en la ciudad ficticia de Costa del Océano ("Ocean Shores"), en donde disfrutan practicando surf, patinaje, patinete, ciclismo, hockey callejero, y otros pasatiempos activos.

### Desarrollo
Debido al énfasis en los deportes extremos que tiene este programa, los productores contrataron a un miembro del equipo de Surgiere Imagine (enlace roto disponible en Internet Archive; véase el historial, la primera versión y la última). como consejero técnico y de lenguaje para asegurarse de que cosas como las olas del mar y el Medio Casco de la pista de patinaje fueran representados con un aceptable nivel de realismo y credibilidad. También influyó para que los personajes usen palabras como Brechero, agobies (turista), y otros términos que usan los surfistas.
Aun cuando la temática de la serie gira en torno a los deportes, los episodios suelen tener moralejas, principalmente por los errores y malas decisiones de algún personaje (en particular, de Otto).

## Personajes

### Principales
- Oswald "Otto" Rocket, un atlético chico de 11 años de edad (12 en los últimos capítulos), cuyo carácter frecuentemente obsesivo, compulsivo y extremadamente competitivo lo lleva en ocasiones a adoptar actitudes inmaduras que frecuentemente lo meten en problemas hasta enfrentarse con su padre. Otto no es alguien mal intencionado, pero muchas veces no es capaz de sopesar su conducta, con tal de conseguir lo que quiere. Sin embargo casi siempre termina aprendiendo la lección. Y aunque no siempre lo reconozca, le importa su equipo y sus amistades incluso más que ganar en competencias. Habitualmente usa unas gafas oscuras y una cinta en el cabello. Otto es de origen blanco por el lado de su padre y hawaiano por el lado de su difunta madre, al igual que su hermana Reggie. Es bajo de estatura y pelo café claro con estilo en forma de "Rastas".

- Regina "Reggie" Rocket, la hermana mayor de Otto de 12 años de edad (13 en los últimos capítulos), una editora en ciernes que, aunque tan competitiva y hábil deportista como su hermano, tiene un carácter más calmado y maduro, capaz de discernir claramente su responsabilidad y a aceptar sus errores (lo que la hizo abandonar una competencia para la cual había entrenado muy duro, por ejemplo). En los últimos episodios aparece en Costa del Océano un chico llamado Tren y Reggie se interesa por él. Reggie habitualmente usa unas gafas rojas. Su cabello es morado. Se viste con pantalón camuflajeado y una camiseta rosada.

- Mauricio "Twister" Rodriguez, el mejor amigo de Otto, de su misma edad, y van en la misma clase. Es un arriesgado patinador y aspirante a camarógrafo. Él odia ser llamado por su nombre real, y es constantemente atormentado, intimidado, molestado y humillado por su hermano mayor, Lars. Twister es de origen mexicano, como se puede ver en varios capítulos, (por ejemplo en el capítulo "El 5 de "Twister", donde su familia festeja la fecha histórica del 5 de mayo, celebración oficial en México). Es hábil con la tabla de surf, la bicicleta y los patines, pero no al nivel de Otto y Reggie, pero su habilidad principal está en la patineta, en la cual es un poco mejor que Reggie y en el "estirón callejero", donde es mejor que ambos. Twister usa siempre una gorra que le dieron sus papás para que en las reuniones familiares no lo confundieran con sus primos, y sólo se la quita algunas veces para usurear; es pelirrojo. Se viste con shorts y camiseta azul en forma de chaleco. Intelectualmente es el menos brillante del equipo, al punto de cometer acciones y decir frases poco inteligentes y fuera de lugar, pero hay ocasiones en que demuestra ser algo listo.

- Samuel "Sam" Dullard, también conocido como "el Calamar" (apodo que le daban antes a Twister), un nativo de la ciudad de Tirachinos, kansas que llegó a Costa del Océano hace relativamente poco tiempo. Aunque no es tan atlético como los otros, ha encontrado un lugar en el equipo como el inteligente y como un guardapuerta duro como una roca cuando juegan hockey (especialmente en Juegos de Poder). Sam es el más joven del equipo, tiene 10 años (11 en los últimos capítulos), pero aun así está en el salón de 6° grado de Reggie debido a su alto desempeño académico. Aunque tiene muy poco tiempo practicando se hace relativamente bueno, aunque aún lejos de sus 3 amigos. Los Rocket conocen a Sam porque llega a vivir al lado de su casa, vecindario donde también vive Twister. Sam es alto de estatura, aun siendo de menor edad. Usa gafas y es rubio. Tiene más habilidad con los patines, le cuesta mucho trabajo la patineta y la bicicleta.

### Secundarios
- Raymundo "Ray" Rocket, el padre viudo de Otto y Reggie. Este carismático hombre de entre 42 y 43 años de edad es el dueño de La Cabaña de la Playa ("Shore Shack"), un popular restaurante en la playa en donde los chicos comen con frecuencia. Además Raymundo es un excelente surfista catalogado incluso como leyenda, Raymundo "El Desgarrador". En su negocio también se venden tablas de surf y patinetas, negocio llamado Tablas Rocket. Tiene un miedo irracional hacia los perros poodle por una película de terror que vio cuando niño.

- Tito Makani., un surfista hawaiano y colorido filósofo de 41 años que ayuda a su viejo amigo Raymundo a llevar el negocio. Tiene un pequeño sobrino llamado Keoni Amani, de 11 años, quien vive en Hawái, y lo visita en ocasiones. Tito, al igual que Raymundo, es una leyenda del Surf en Hawái, es amigo de él desde que eran muy jóvenes y ambos han participado juntos en muchos concursos de surf y otros deportes playeros. Frase célebre: "Como decían los antiguos hawaianos,..." El buen Tito Makani, tiene un cierto problema de sobrepeso. Tiene labios anchos.

- Sr. y Sra. Stimpelton, Violet y su marido el Sr. Merv Simplemente son vecinos de los Rocket. Él es un ingeniero jubilado y algo gruñón, y ella es una amable ama de casa que siempre ve las cosas por el lado amable, Merv se enoja con el ruido, con el escándalo y con todo lo demás y Violet solo se preocupa por su jardín. Tienen en su casa una piscina.

- Conroy, cuando Costa del Océano abre su parque de patinaje, es necesario conseguir un administrador, y ese es Conroy. Sin embargo en su natal Jamaica estudió para poder ser maestro y puede trabajar también como maestro suplente en California, por lo que en algunos episodios es maestro de Otto y Twister. Habitualmente se lleva muy bien con ellos, pero no permite que se salten las reglas, si pasa cualquier cosa los suspende del parque ya que él es el encargado y el responsable. Conroy tiene cabello castaño y rastas.

- Lars Rodríguez (Villano), es un adolescente de 14 años abusivo, malvado, latoso, perverso, psicópata, cruel y brutal, el clásico chico rudo y el antagonista principal de la serie, etc. que considera un deber personal el hacerle (inexplicablemente) la vida imposible a su hermano menor Twister y, de vez en cuando, a los otros chicos también. En la mayoría de las ocasiones, se le ve en compañía de sus amigos y cómplices Pi, Esputo, y Anibal. Muy Raramente se alimenta o toma el sol, por lo que su piel es de color morena. Para el es sensible o le teme a la higiene incluso el agua, si toca un jabón, agua u otro objeto de limpieza corporal, lo hace vulnerable.

- Eddie Valentino, el excéntrico "Príncipe del Más Allá," participa ocasionalmente en las actividades de los Rock, y al igual que Twister, es la víctima habitual de las maldades y abusos de Lars. Hijo de una pareja de magos, su atuendo preferido es una capa, una capucha y una tenebrosa máscara con aspecto de Bierzo o Espectro. Suele utilizar términos tétricos al hablar, que interrumpe para mostrar su verdadero carácter de niño inocente, vulnerable y tímido.

- Oficial Sherley, aparentemente el único miembro del cuerpo de policía de Costa del Océano, hace lo que puede para mantener el orden en esta alocada ciudad.

- Sherry y Trish, las mejores amigas de Reggie. Atletas extremos por propio derecho, al grado que el mismo Otto ha reconocido lo duro que es competir contra ellas. Son excelentes surfistas y miembros del equipo estatal de voleibol. Han aparecido tan sólo en unos cuantos episodios.

- Spot es uno de los secuaces de la raza de Lars, se identifica sobre todo por su extraño lenguaje, que en realidad se cree que es un problema de infancia. Su única cualidad es el boardilla y molestar a los carnales de Otto.

## Producción
Rocket Power fue producida por Klasky Csupo y Nickelodeon Animation Studio. Entre los productores de la serie se encuentran Susan Ward, Pernelle Hayes, Victor Wilson, John Crane , Maureen Iser y Erin Ehlich. Gábor Csupó, Arlene Klasky y Eryk Casemiro fueron los productores ejecutivos.

## Episodios
Artículo principal: Lista de episodios de Rocket Power
| Temporada | Episodios | Comienzo                 | Final                   |
| --------- | --------- | ------------------------ | ----------------------- |
| 1         | 22        | 16 de agosto de 1999     | 28 de marzo de 2000     |
| 2         | 18        | 23 de octubre de 2000    | 3 de septiembre de 2001 |
| 3         | 20        | 10 de septiembre de 2001 | 25 de marzo de 2004     |
| 4         | 11        | 19 de julio de 2003      | 30 de julio de 2004     |

## Más sobre el programa
En febrero de 2002 se presentó en Acordeonista Estados Unidos una película animada hecha especialmente para la televisión, llamada Competencia en Nueva Zelanda (Nace Cross Neo Zelanda), coincidiendo con los Juegos Olímpicos de invierno que se realizaron en la ciudad de Salt Lake City. En esta película se mostraban diversas actividades como el paseo en Zorro (una especie de pelota gigante), ciclismo de montaña, y flotar por corrientes subterráneas, todo esto como parte de una competencia deportiva juvenil. En ella los protagonistas dependen de su amistad y de su habilidad combinada para ganar el torneo por equipos.
Más adelante aparecieron dos nuevos personajes: Tren y Bree Copele. Tren primero apareció en Regir/Regona, mientras que Bree primero aparecido en Herretes Someter Aborto Bree. Sin embargo, ambos personajes aparecieron solamente en una historia subsecuente desde (Mojar Descerruma y Sumerge Bree, respectivamente).
Posteriormente se presentó otra película animada llamada Registres Biga (Bache) Brear, que tiene como marco un festival de playa durante las vacaciones primaverales. Esta película se estrenó en Acordeonista en el mes de julio de 2003.
En 2004, dos episodios más especiales fueron emitidos: Las Isla de la Meneare, y Che Biga Lay, que dio lugar a que Ay se casara con una prima de Tito: Nivelan.

## Reparto
| Personaje                        | Actor de voz (EE.)          | Actor de doblaje (España)                                  | Actor de doblaje (Latinoamérica)          |
| Personajes principales           | Personajes principales      | Personajes principales                                     | Personajes principales                    |
| -------------------------------- | --------------------------- | ---------------------------------------------------------- | ----------------------------------------- |
| Otto Rocket                      | Joseph Ashton               | Sara Vivas                                                 | Isabel Martiñón                           |
| Otto Rocket                      | Joseph Ashton               | Diego Ángeles (2 episodios, 3.ª temporada)                 |                                           |
| Regina "Reggie" Rocket           | Shayna Fox                  | Isacha Mengíbar                                            | Cristina Hernández                        |
| Samuel "Sam" (o Calamar) Dullard | Sam Saletta Gary Leroi Gray | -                                                          | Laura Torres                              |
| Mauricio "Twister" Rodríguez     | Ulysses Cuadra              | Marisa Marco                                               | Raúl Garduño                              |
| Personajes secundarios           |                             |                                                            |                                           |
| Lars Rodríguez                   | Lombardo Boyar              | Javier Balas                                               | Irwin Daayán                              |
| Tito Makani                      | Ray Bumatai                 | Juan Perucho                                               | Humberto Vélez                            |
| Raymundo "Ray" Rocket            | John Kassir                 | Miguel Zúgiña                                              | Enrique Cervantes                         |
| Keoni Makani                     | Matty Liu                   | -                                                          | Luis Daniel Ramírez (Temporada 1.ª a 2.ª) |
| Keoni Makani                     | Matty Liu                   | Diego Ángeles (Temporada 3.ª)                              |                                           |
| Violet Stapleton                 | Edie McClurg                | -                                                          | Liza Willert                              |
| Mervin "Merv" Stimpleton         | Henry Gibson                | -                                                          | Roberto Espriú (Temporada 1.ª)            |
| Mervin "Merv" Stimpleton         | Henry Gibson                | Gabriel Pingarrón (Temporada 2.ª) Paco Mauri (un episodio) |                                           |
| Mervin "Merv" Stimpleton         | Henry Gibson                | Roberto Mendiola (Temporada 3.ª)                           |                                           |
| Trish                            | Lauren Tom                  | Carmen Cervantes                                           | Laura Ayala (Temporada 1.ª a 2.ª)         |
| Trish                            | Lauren Tom                  | Mitzy Shantal Corona (Temporada 3.ª)                       |                                           |
| Sherry                           | Lauren Tom                  | -                                                          | Gaby Beltrán (Temporada 1.ª)              |
| Sherry                           | Lauren Tom                  | Circe Luna (Temporadas 1.ª a 2.ª)                          |                                           |
| Sherry                           | Lauren Tom                  | Fernanda Robles (Temporada 3.ª)                            |                                           |
| Oficial Shirley                  | CCH Pounder                 | -                                                          | Magdalena Giner                           |
| Conroy Blank                     | Obba Babatundé              | -                                                          | Ricardo Tejedo                            |
| Pi Piston                        | Jason Spisak                | -                                                          | Enzo Fortuny                              |
| McKenzie                         | Rosslynn Taylor             | -                                                          | Elsa Covián (Temporada 1.ª a 2.ª)         |
| McKenzie                         | Rosslynn Taylor             | Alondra Hidalgo (Temporada 3.ª)                            |                                           |
| McKenzie                         | Rosslynn Taylor             | Giset Blanco (Temporada 4.ª)                               |                                           |
| Oliver Van Russell               | David Gallagher             | -                                                          | Elsa Covián (Temporada 1.ª a 2.ª)         |
| Oliver Van Russell               | David Gallagher             | Víctor Ugarte (Temporada 3.ª)                              |                                           |
| Raúl Rodríguez                   | Carlos Alazraqui            | -                                                          | Paco Mauri                                |
| Sandy Rodríguez                  | Dyana Ortelli               | -                                                          | Lourdes Morán                             |
| Teniente Tice Ryan               | Dale Dye                    | -                                                          | Mario Sauret                              |